# Karate-Weltmeisterschaften 1977
Die vierten Karate-Weltmeisterschaften wurden 1977 zum zweiten Mal in Tokio, Japan ausgetragen. Austragungsort war das Nippon Budōkan im Stadtbezirk Chiyoda.

## Wettbewerbe und Medaillen
| Disziplin | Gold         | Silber            | Bronze              |
| --------- | ------------ | ----------------- | ------------------- |
| Einzel    | Otti Roethof | Eugene Codrington | Juan Pedro Carbilla |
| Einzel    | Otti Roethof | Eugene Codrington | Chen Chien          |
| Team      | Niederlande  | BR Deutschland    | Frankreich          |
| Team      | Niederlande  | BR Deutschland    | Iran                |

## Medaillenspiegel
| Rang  | Land                   | Gold | Silber | Bronze | Gesamt |
| ----- | ---------------------- | ---- | ------ | ------ | ------ |
| 1     | Niederlande            | 2    | 0      | 0      | 2      |
| 2     | BR Deutschland         | 0    | 1      | 0      | 1      |
| 2     | Vereinigtes Königreich | 0    | 1      | 0      | 1      |
| 4     | Spanien                | 0    | 0      | 1      | 1      |
| 4     | Chinesisch Taipeh      | 0    | 0      | 1      | 1      |
| 4     | Iran                   | 0    | 0      | 1      | 1      |
| 4     | Frankreich             | 0    | 0      | 1      | 1      |
| Total | Total                  | 2    | 2      | 4      | 8      |